# شاي السماد
شاي السماد أو شاي السماد الطبيعي وقد يُعرفَ أيضًا باسمِ شاي الروث هو نتاج روث الماشية الذي ينقع في كيس مغمور في الماء. يستخدم هذا الشاي لتخصيب المحاصيل الزراعيّة، وهو بديلٌ عضوي للأسمدة الكيماوية وهو ممارسة أكثر استدامة للتخصيب. تبدأ عملية صنع شاي الروث بجمعِ السماد الطبيعي. يمكن استخدام سماد جميع أنواع الماشية المختلفة. تتضمن الخطوة التالية في إنتاج شاي الروث تخمير ومعالجة السماد الذي تم جمعه. تتضمن هذه العملية تخزين الروث في مكان خالٍ من أي نوع من الجريان السطحي ويقع تحت أشعة الشمس المباشرة. بمجرد تخزين هذا السماد، يجب فحصه وتقليبه على أساس منتظم للسماح بمعالجة المواد بشكل متساوٍ. بمجرد معالجة هذا السماد بشكل صحيح، والقضاء على أي مسببات الأمراض التي قد تكون ضارة، يمكن نقله إلى آلية التنقيع المختارة. على سبيل المثال، وضع الروث في أكياس خيش، ثم غمر هذه الأكياس بالكامل في دلو من الماء.
يتم نقع هذا السماد الآن على مدى الفترة الزمنية المرغوبة، وينتشر بشكل مباشر على المحاصيل بمجرد الانتهاء. تتضمن بعض طرق نثر هذا السماد علبة سقي أو ملحق يوضع على خرطوم. يُمكن أيضًا نشر بقايا السماد المتروك في كيس الخيش كسماد حول المحاصيل. تعتبر عملية استخدام شاي الروث كسماد مستدامة لأنها تستخدم منتجًا ضائعًا مثل روث الماشية. كما أنها فعالة من حيث التكلفة.

## روابط خارجيّة
- شركة المدخلات الزراعية المحدودة (2008). تسعير الأسمدة. http://www.aicl.org.np/home/about_us.php
- افعلها بنفسك. (2014). كيفية التقدم في السن وعلاج السماد بشكل صحيح. http://www.doityourself.com/stry/how-to-age-and-cure-manure-properly
- تمديد. (2011). الفوائد البيئية لتطبيق السماد. http://www.extension.org/pages/14879/environmental-benefits-of-manure-application#. VHJoDr64ky4
- Ghimire، B. (2013). اتجاه استهلاك الأسمدة الكيماوية في نيبال. https://www.academia.edu/5546936/TREND_OF_CHEMICAL_FERTILIZERS_CONSUMPTION_IN_NEPAL
- حكومة نيبال. (2014). قسم الزراعة. http://www.doanepal.gov.np
- هافن، أ. (2010). فوائد استخدام شاي السماد الطبيعي. http://www.manuretea.com/2010/06/benefits-of-using-manure-tea/
- الصندوق الدولي للتنمية الزراعية. (2014). الفقر الريفي في نيبال. http://www.ruralpovertyportal.org/country/home/tags/nepal
- كيه سي بوديل. (2014). تأثير الأعلاف والإنتاج الحيواني على خصوبة التربة. http://www.fao.org/docrep/004/T0706E/T0706E08.htm
- م. سبيز، أ. (2007). أفضل ممارسات الإدارة للسيطرة على مسببات الأمراض في السماد الطبيعي. http://www.extension.umn.edu/ag
- وزارة خارجية الدنمارك. (2014). حقائق البلد. http://nepal.um.dk/en/about-nepal/country-facts/
- مجلس السياحة النيبالي. (2012). مناخ. http://welcomenepal.com/promotional/know-nepal/climate/
- فيبس، ن. (2014). شاي السماد للحديقة. http://www.gardeningknowhow.com/composting/manures/manure-tea.htm
- فاندرليندين، سي (2014). ما هو شاي السماد؟ http://organicgardening.about.com/od/compost/f/What-Is-Manure-Tea-And-How-Do-I-Use-It-In-My-Garden.htm نسخة محفوظة 18 يناير 2015 على موقع واي باك مشين.
- ويلاند، ب. (2014). إدارة روث الخيول وتحويلها إلى سماد. http://www.extension.umn.edu/agriculture/horse/care/horse-manure/